# Allardville
Pour les articles homonymes, voir Allard.
Cet article concerne la localité canadienne. Pour la paroisse civile du même nom, voir Paroisse d'Allardville. Pour les autres significations, voir Allard.
Allardville est un DSL du comté de Gloucester, au nord-est du Nouveau-Brunswick. Il comprend aussi les hameaux de Daulnay et Jeanne-Mance. Dans le cadre de la réforme de la gouvernance locale du 1er janvier 2023, le DSL a été annexé au district rural de Chaleur.

## Géographie

### Géographie physique

#### Situation
Allardville est situé à 20 kilomètres à vol d'oiseau et à près de 25 kilomètres de route au sud de Bathurst, dans la région Chaleur. Le DSL a une superficie de 483,95 km2.
Le village est bâti sur un plateau culminant a 178 mètres d'altitude au sud-ouest du village. Le plateau est entrecoupé par les vallées et les gorges des différentes rivières.
Allardville possède un territoire en forme de trapèze, limitrophe de la paroisse de Bathurst à l'ouest et au nord, de New Bandon-Salmon Beach au nord-est, de Saint-Sauveur à l'est, de la paroisse d'Alnwick au sud et de la paroisse de Newcastle au sud-ouest.
Allardville est généralement considérée comme faisant partie de l'Acadie.

#### Hydrographie

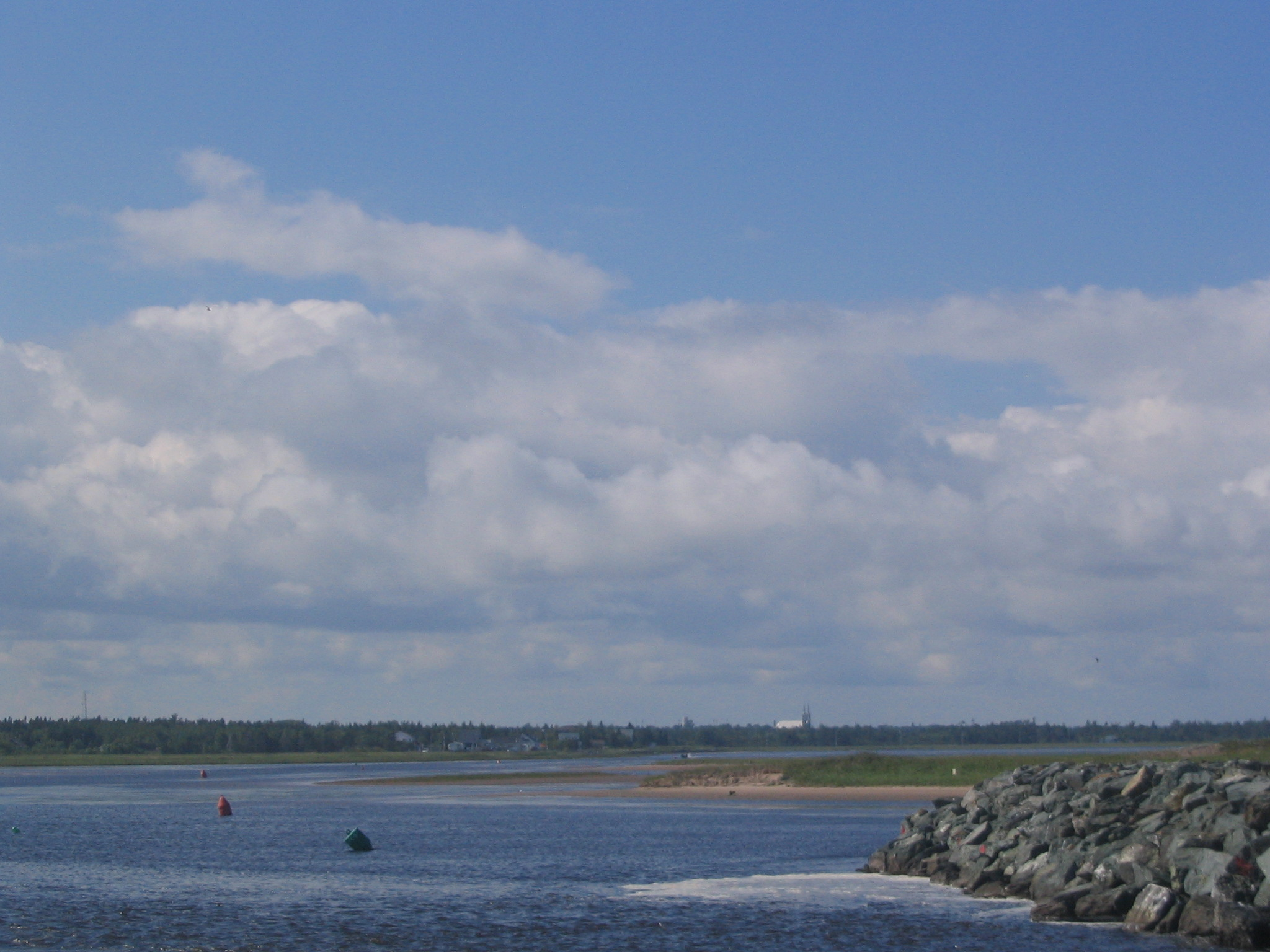
Plusieurs rivières moyennes prennent leur source à Allardville, dont la Grande Rivière Tracadie (photo à son embouchure).

La rivière Bass prend sa source dans le lac Bass puis coule vers le nord avant de se déverser plus loin dans la baie des Chaleurs. La rivière Tabusintac prend sa source à la frontière ouest puis, après un cours sinueux orienté vers l'est, se jette dans le golfe du Saint-Laurent. La Grande Rivière Tracadie prend sa source à 5 kilomètres au nord du village puis se jette elle aussi dans le golfe.

### Géographie humaine

#### Transport
Allardville est desservi par les routes 8, 134, 160 et 360. La route 8 est une autoroute qui passe à l'ouest. Il y a aussi un arrêt d'autobus interurbains. La ligne d'Halifax à Rivière-du-Loup du Chemin de fer de la côte est du Nouveau-Brunswick passe à 11 kilomètres à l'ouest. Cette ligne est desservie par des trains de passagers et de marchandises mais il n'y a pas d'arrêt à Allardville. La gare la plus proche est celle de Bathurst. La construction d'un aéroport régional est projetée. Il y avait autrefois l'aéroport de Tabusintac à Jeanne-Mance, le long de la route 134. Entretemps, il y a l'aéroport de Bathurst. Les cours d'eau ne sont pas navigable dû aux rapides.

#### Quartiers
Le chef-lieu du village est Allardville, situé à l'intersection des routes 160 et 134. Le village s'étend sur un ou deux kilomètres dans chaque point cardinaux le long des deux routes, en plus de quelques rues résidentielles au centre. Un hameau est situé à quatre kilomètres au nord, le long de la route 134. À 7 kilomètres au sud d'Allardville, toujours le long de la route 134, se trouve Daulnay. Jeanne-Mance est situé 6 kilomètres plus loin au sud, le long de la même route. Les trois agglomérations d'Allardville, Daulnay et Jeanne-Mance forment en fait la même agglomération continue. Allardville-Est est situé à 8 kilomètres à l'est d'Allardville, le long de la route 160. Beaubois se confond avec Allardville-Est. Il y a aussi un hameau au bord du lac de la Branche Est, situé à 4 kilomètres au sud du village. Allardville compte également le lieu-dit de Bear Landing, situé le long de la rivière Tabusintac, ainsi que le point ferroviaire de Bruce, situé à la frontière avec la paroisse de Bathurst.

## Histoire

### Origine
La seigneurie de Népisiguit est concédée en 19 mars 1691 au Sieur Jean Gobin, un marchand de Québec; elle avait un territoire long de 12 lieues et profond de 10 lieues, à partir du littoral de la baie et probablement centré sur la rivière Népisiguit ce qui, selon William Francis Ganong, inclut le site d'Allardville. Gobin donne la seigneurie à Richard Denys de Fronsac. La seigneurie, par l'héritage à sa femme, tombe aux mains de Rey-Gaillard, qui la possédait en 1753. Cooney parle d'une concession à un certain Enaud, qui est vraisemblablement Philippe Hesnault, seigneur de Pokemouche et peut-être agent de Gobin.
En 1825, le territoire d'Allardville est touché par les Grands feux de la Miramichi, qui dévastent entre 10 000 km2 et 20 000 km2 dans le centre et le nord-est de la province et tuent en tout plus de 280 personnes,.

### Fondation
La Grande Dépression frappa durement le Canada, en particulier des provinces pauvres comme le Nouveau-Brunswick. La province favorise le secours direct aux chômeurs plutôt que les travaux publics. Le comté de Gloucetser est touché à la fois par un accroissement de la population, par des mises à pied dans les usines de pâtes et papier, par la fermeture de scieries et par une baisse des prises de poisson. Face l'insuccès de l'aide directe, un programme de retour à la terre sur les terres de la couronne est inauguré en 1932, avec à sa tête l'abbé Jean-Joseph-Auguste Allard. En mai, une pétition est envoyée à Leonard Percy DeWolfe Tilley, ministre des Terres et des Mines du Nouveau-Brunswick, pour lui demander d'ouvrir des terres à la colonisation, au sud de Bathurst. Allard continue à élaborer le projet et, une fois les sols analysés et déclarés convenables à l'agriculture, 44 lots sont arpentés. Le 11 septembre 1932, l'abbé présente le projet à 300 colons potentiels. La loi permettait normalement à chaque famille de recevoir 600 $, soit 200 $ de chaque palier du gouvernement, pour subvenir à leurs besoins. La province étant trop appauvrie, aucun des hommes présents n'accepta l'offre, craignant de mourir de faim durant l'hiver avec seulement 200 $. L'abbé promit alors 400 $ autres dollars par colon, provenant de sa fortune et de dons privés. 40 hommes acceptèrent cette offre.
Le lendemain 12 septembre 1932, le groupe traverse la forêt à pied. Peu de temps après, ils construisent un abri de branches. Aucun des hommes n'a d'expérience en agriculture. La plupart étant ruinés, l'abbé leur fournit de la nourriture, des vêtements, des outils, des planches, du papier, de la vitre, des clous, et des médicaments
Arrivés à pied avec seulement quelques vivres et outils, ils fondèrent le village à 19 kilomètres au sud de Bathurst, dans une forêt dense le long de la route menant à Miramichi.

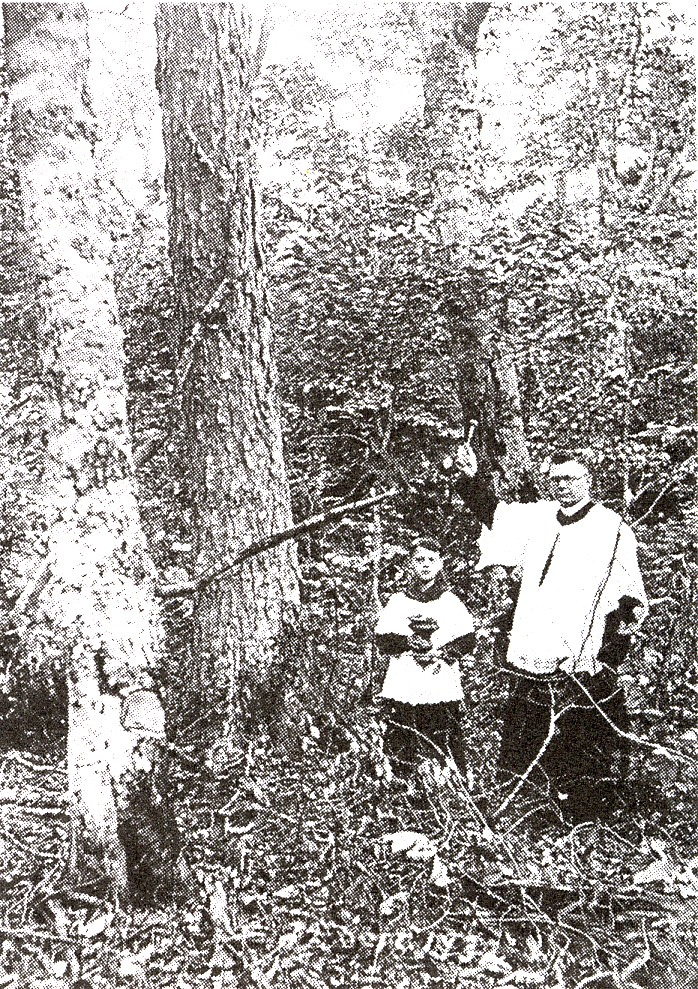
Fondation d'Allardville.
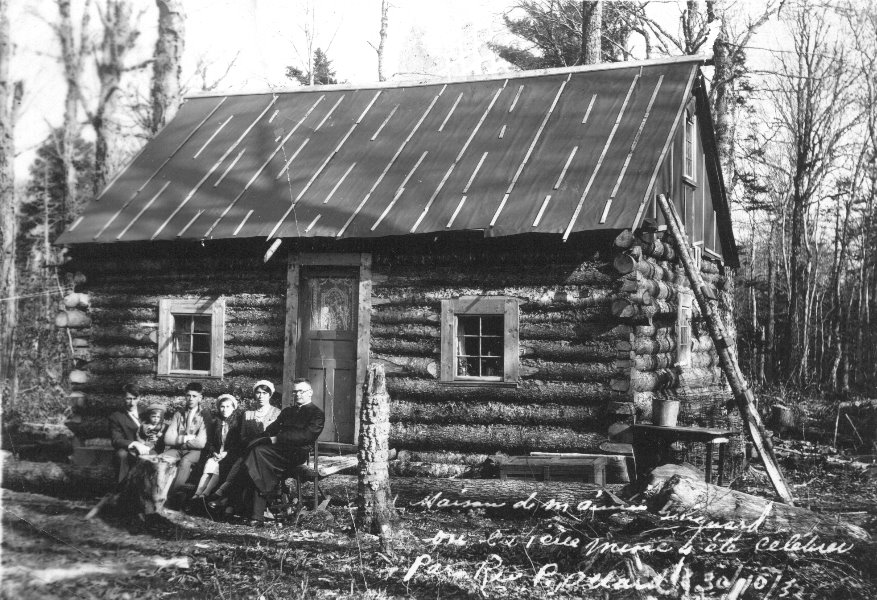
La maison Aimé Guignard, ayant servi pour la première messe.
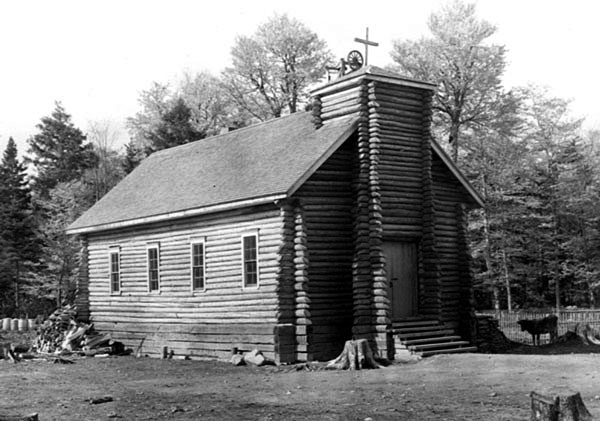
La chapelle Christ-Roi, en 1936.

### Des années 1930 à nos jours
Le bureau de poste d'Allardville est fondé en 1934. Beaubois a un bureau de poste entre 1939 et 1957.
L'école François-Xavier-Daigle est inaugurée en 1964.
Le 8 juillet 2008, un vol de cuivre dans trois sous-stations d'Énergie NB, dont l'une à Allardville, a privé d'électricité des milliers d'utilisateurs.

## Démographie
| 2001  | 2006  | 2011  |
| ----- | ----- | ----- |
| 1 633 | 1 442 | 1 410 |

| 2016  | 2021  | - |
| ----- | ----- | - |
| 2 032 | 1 949 | - |

## Administration

### Comité consultatif
En tant que district de services locaux, Allardville est en théorie administré directement par le Ministère des Gouvernements locaux du Nouveau-Brunswick, secondé par un comité consultatif élu composé de cinq membres dont un président. Il n'y a actuellement aucun comité consultatif.
| Période                                  | Période | Identité      | Étiquette | Qualité |
| ---------------------------------------- | ------- | ------------- | --------- | ------- |
|                                          |         | Carmel Raiche |           |         |
|                                          |         |               |           |         |
| Les données manquantes sont à compléter. |         |               |           |         |

### Commission de services régionaux
Allardville fait partie de la Région 3, une commission de services régionaux (CSR) devant commencer officiellement ses activités le 1er janvier 2013. Contrairement aux municipalités, les DSL sont représentés au conseil par un nombre de représentants proportionnel à leur population et leur assiette fiscale. Ces représentants sont élus par les présidents des DSL mais sont nommés par le gouvernement s'il n'y a pas assez de présidents en fonction. Les services obligatoirement offerts par les CSR sont l'aménagement régional, l'aménagement local dans le cas des DSL, la gestion des déchets solides, la planification des mesures d'urgence ainsi que la collaboration en matière de services de police, la planification et le partage des coûts des infrastructures régionales de sport, de loisirs et de culture; d'autres services pourraient s'ajouter à cette liste.

### Chronologie municipale

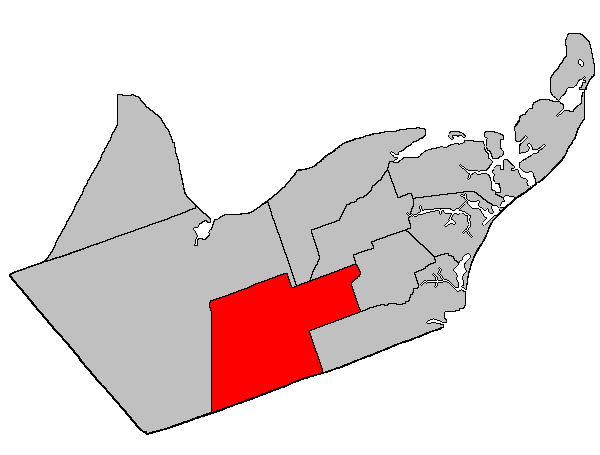
Situation sur une carte des paroisses civiles du comté de Gloucester (certains DSL et municipalités ne sont donc pas montrés).

### Représentation et tendances politiques
Nouveau-Brunswick: Allardville fait partie de la circonscription de Nepisiguit, qui est représentée à l'Assemblée législative du Nouveau-Brunswick par Ryan Riordon, du Parti progressiste-conservateur. Il fut élu en 2010.
 Canada: Allardville fait partie de la circonscription d'Acadie-Bathurst. Cette circonscription est représentée à la Chambre des communes du Canada par Yvon Godin, du NPD. Il fut élu lors de l'élection de 1997 contre le député sortant Doug Young, en raison du mécontentement provoqué par une réforme du régime d’assurance-emploi.

### Projets de fusions
Allardville a déjà étudié la possibilité de se fusionner avec des localités environnantes afin d'améliorer ses services.

## Économie
L'activité économique de la région est dominée par l'exploitation forestière, les mines et les télécommunications. Le plus grand nombre d'emplois est toutefois disponible dans les services publics. L'activité économique est en fait concentrée à Bathurst. Au village, le développement résidentiel est au ralenti à cause de l'insécurité causée par la fermetures de mines et d'usines.
Entreprise Chaleur, un organisme basé à Bathurst faisant partie du réseau Entreprise, a la responsabilité du développement économique de la région.
Une succursale de la Caisse populaire Chaleur est située à Allardville, le siège social étant à Bathurst; la caisse fait partie d'UNI Coopération financière.

## Vivre à Allardville
L’école François-Xavier-Daigle accueille les élèves de la maternelle à la 8e année. C'est une école publique francophone faisant partie du sous-district 4 du district scolaire Francophone Nord-Est. Allardville possède aussi deux casernes de pompiers
Allardville possède un bureau de poste, un dépanneur général, une station d'essence Esso ainsi qu'un restaurant, mais la population doit fréquemment se rendre à Bathurst, où se trouvent la majorité des commerces et services de la région.
Allardville, comme plusieurs localités de la région Chaleur, partage ou achète plusieurs de ses services. Ainsi, l'aménagement du territoire est de la responsabilité de la Commission d'urbanisme de Belledune. Le service de police est assuré par le poste de la Gendarmerie royale du Canada de Bathurst. Cette ville dispose de l'hôpital régional Chaleur et d'un poste d'Ambulance Nouveau-Brunswick.
La Commission des déchets solide Nepisiguit-Chaleur gère le dépotoir de Red Pine à Allardville. Tous les déchets de la péninsule acadienne sont envoyés au centre de transbordement de Tracadie-Sheila. Des 23 000 tonnes de déchets annuellement, 4 % y sont recyclés. Le reste est enfoui au dépotoir, qui remplace douze anciens dépotoirs depuis la fondation de l'organisme le 20 juillet 1995.
L'église Christ-Roi est une église catholique romaine faisant partie du diocèse de Bathurst.
Les francophones bénéficient du quotidien L'Acadie nouvelle, publié à Caraquet, ainsi qu'à l'hebdomadaire L'Étoile, de Dieppe. Ils ont aussi accès à l'hebdomadaire Hebdo Chaleur, publié à Bathurst. Les anglophones bénéficient des quotidiens Telegraph-Journal, publié à Saint-Jean ainsi que de l'hebdomadaire Northern Light, de Bathurst.

## Culture

### Personnalités
- Achille Michaud, journaliste né à Allardville
- Réjean Roy, romancier, poète, nouvelliste et auteur de livres pour enfants né à Allardville